# Miroľa
Miroľa est un village de Slovaquie situé dans la région de Prešov.

## Histoire
Première mention écrite du village en 1572.

## Démographie

### Évolution de la population
| Année:               | 1994. | 2004.    | 2014.    | 2024.    |
| -------------------- | ----- | -------- | -------- | -------- |
| Nombre de personnes: | 89    | 73       | 63       | 50       |
| Différence:          |       | -17,97 % | -13,69 % | -20,63 % |

| Année:               | 2023. | 2024. |
| -------------------- | ----- | ----- |
| Nombre de personnes: | 50    | 50    |
| Différence:          |       | +0 %  |